# Montes de Valdueza
Montes de Valdueza es una localidad y pedanía española del municipio de Ponferrada, comarca de El Bierzo, en la provincia de León, comunidad autónoma de Castilla y León. Forma parte del espacio cultural de la Tebaida leonesa. Su aislada ubicación, en el centro de los montes Aquilianos, hizo de esta zona el lugar escogido por monjes anacoretas para el aislamiento y la construcción de monasterios y ermitas, entre ellos el monasterio de San Pedro de Montes, en torno al que nació la aldea actual. 

## Toponimia

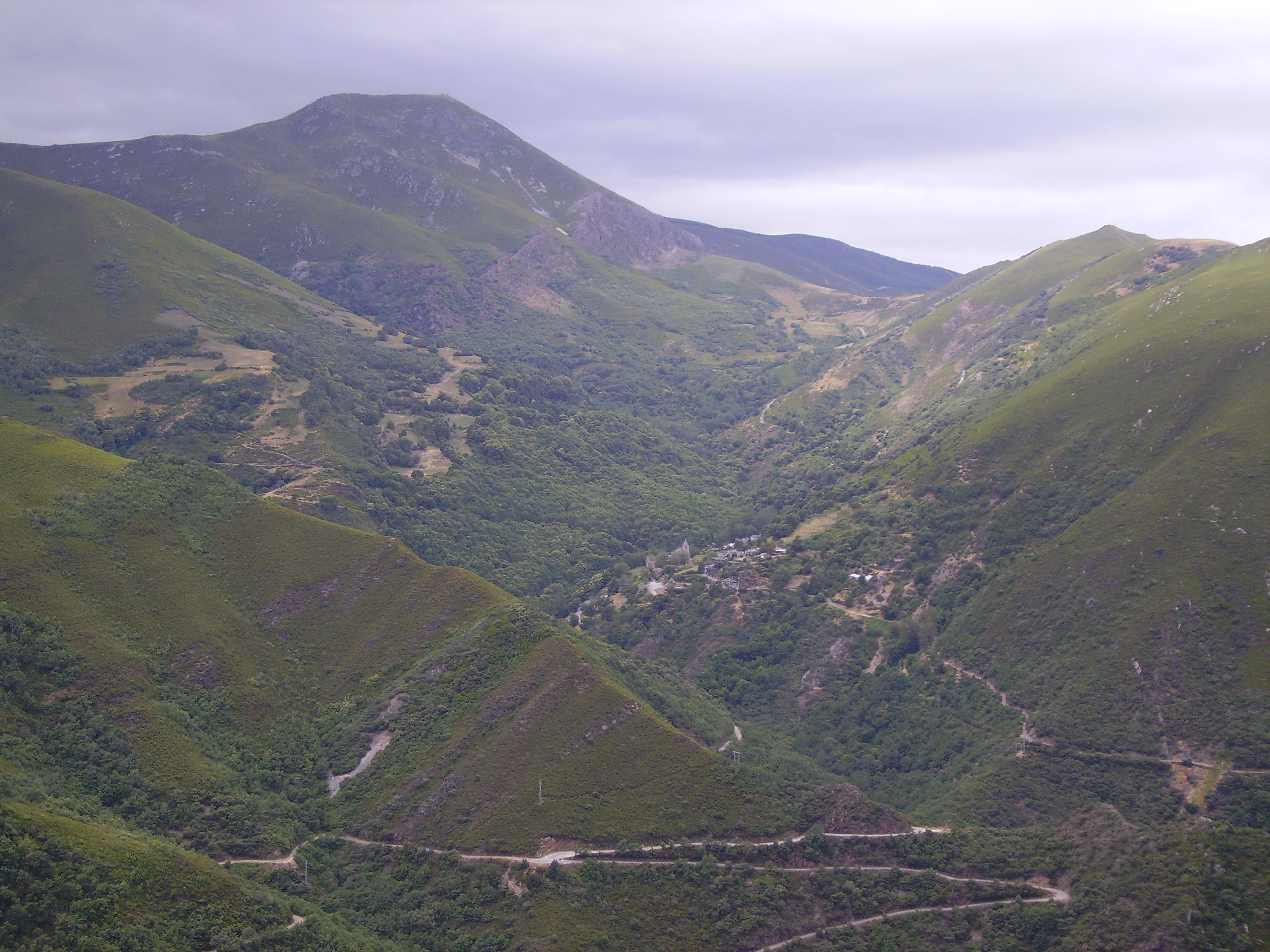
Vista de Montes de Valdueza con el pico de la Aquiana al fondo

Debido a la existencia previa del monasterio, el nombre tradicional es San Pedro de Montes. Está situado al sur de la comarca de El Bierzo, en la comarca natural y tradicional de Valdueza, en el Valle del Oza. Se encuentra situado a más de 1000 metros de altitud, entre las faldas del pico Aquiana y Pico Tuerto.

## Historia
Nació en torno a la creación del Monasterio de San Pedro de Montes fundado por San Fructuoso en el siglo VII, sito en este pueblo, formando parte de la Quintería de Montes en el valle de nacimiento del río Oza.
En un cerro cercano, situado en la ladera opuesta al pueblo, se encuentran los restos de un castro (probablemente prerromano, ocupado posteriormente por los romanos como puesto de vigilancia de los canales romanos que tomaban agua de estas cumbres y la transportaban a Las Médulas), delatando un probable asentamiento humano. Este castro, llamado Rupiano, dio al Monasterio el apelativo de Rupianensi, dado este por San Valerio.

## Demografía
| Gráfica de evolución demográfica de Montes de Valdueza entre 2000 y 2021 |
|                                                                          |
| Población de derecho (2000-2021) según el padrón municipal del INE       |

## Cultura

### Patrimonio
- Monasterio de San Pedro de Montes
- Ermita de Santa Cruz
- Castro Rupiano

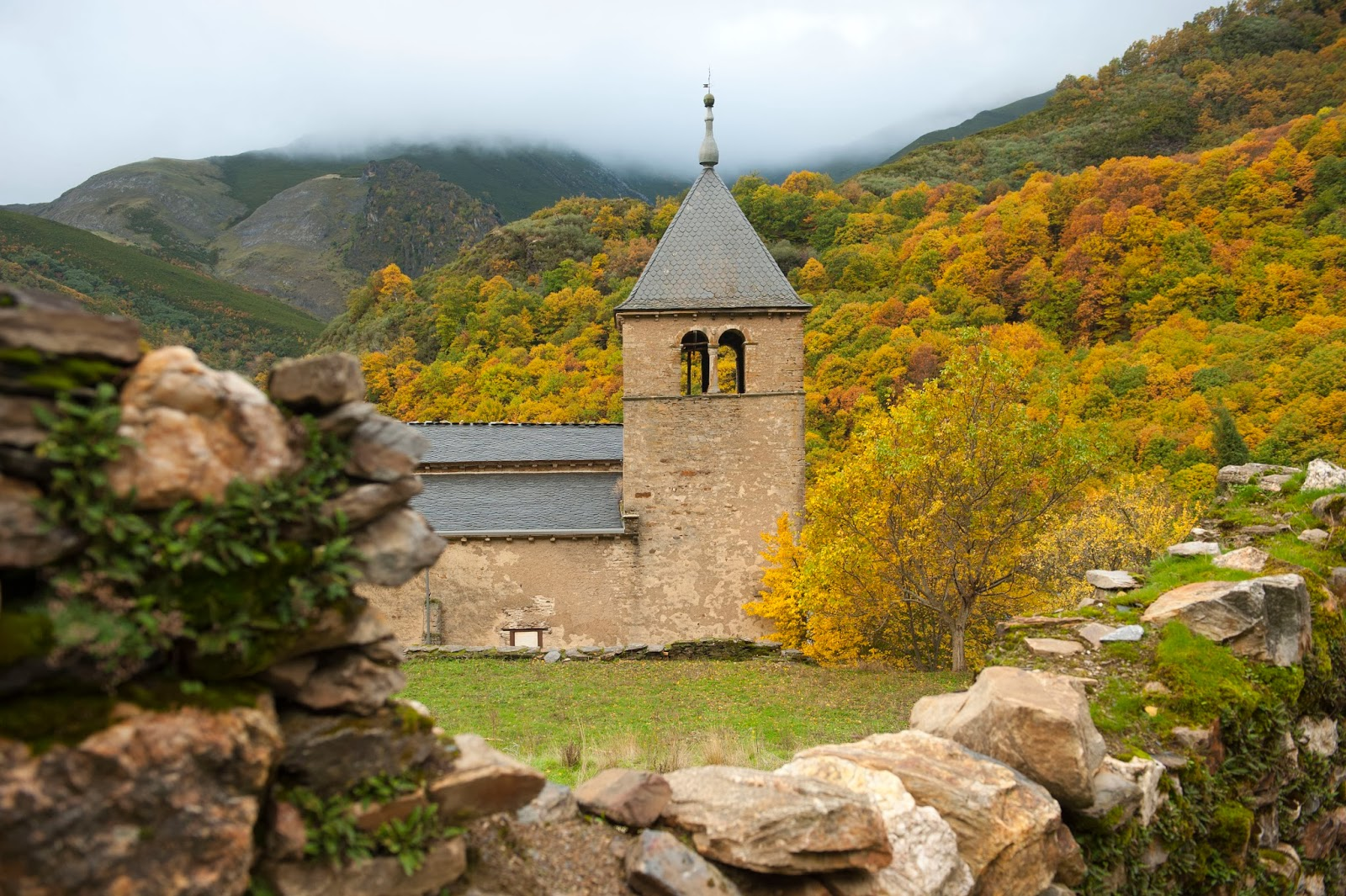
Iglesia del Monasterio de San Pedro de Montes

- Ruinas de la antigua Herrería de Montes.
- Canales romanos de las Médulas (CN-1 y CN-2)

### Fiestas y tradiciones
Junto con las fiestas de San Pedro, a finales de junio, destaca la romería a la Virgen de la Aquiana, recuperada en 2019 después de varias décadas sin celebrarse. Parte de Villanueva de Valdueza hasta el Campo de las Danzas y posteriormente hasta la cima de la Aquiana, y en ella participan los pueblos de Montes de Valdueza, Villanueva de Valdueza, San Clemente de Valdueza, San Esteban de Valdueza, Valdefrancos y Peñalba de Santiago, portando respectivamente las imágenes de las vírgenes de cada localidad.
Es tradición realizar la subida a la ermita el lunes de Pentecostes. En otoño se realiza un magosto popular muy concurrido.